# Viaduc de Gennevilliers
Le viaduc de Gennevilliers est un viaduc routier situé dans les Hauts-de-Seine et le Val-d'Oise, en France, et qui permet à l'autoroute A15 de franchir la Seine entre les communes d'Argenteuil et de Gennevilliers. Il marque la liaison de cette autoroute avec l'A86.

## Historique
Il franchit la Seine et le chenal d'entrée Est du port de Gennevilliers immédiatement au sud du fleuve, ainsi que toute l'emprise du port le long de la darse no 5 qu'il surplombe. Sa situation à la rive droite de la Seine, en descente de la butte de Sannois, offre aux automobilistes se dirigeant vers Paris un large panorama sur Paris et sa proche banlieue nord et ouest, du Stade de France à La Défense. Il est relié au sud par un échangeur avec l'autoroute A86 qui marque la fin de l'autoroute A15 et le début de la route nationale 315. Cet échangeur est également relié à la route départementale D 911 (avenue Marcel-Paul à Gennevilliers). Au nord, après avoir franchi la ligne de Grande Ceinture, il débouche sur un échangeur avec la route départementale 311.
C'est un ouvrage double en béton précontraint, d'une longueur totale de 1 622 m (pont sur la Seine : 655 m + viaduc de la darse : 967 m) et d'une hauteur de 19,50 m. Le premier viaduc a été mis en service en 1976. Un second viaduc parallèle et quasi similaire a été réalisé en 1991. Il permet de doubler la capacité de l'autoroute A 15 avec deux fois quatre voies de circulation.
Entreprises ayant réalisé la construction :
- 1er viaduc (1976) : Campenon Bernard (pont sur la Seine) et Spie (viaduc de la darse) ;
- Doublement (1991) : Spie Batignolles (pont sur la Seine) et GTM/Fougerolle (viaduc de la Darse).

Méthodes de construction :
- Pont sur la Seine : voussoirs en béton précontraint coulés en place par encorbellements successifs ;
- Viaduc de la darse : construction des travées par bétonnage en place sur cintre autolanceur (1976) / préfabrication et poussage (1991).

Caractéristiques du pont sur la Seine : 
- Tabliers en béton précontraint :
  - Poutre bicaisson, portée de 172 m (1er pont, 1976) ;
  - Poutre mono-caisson, portée de 169 m (doublement, 1991),
- Fondations : pieux d'un diamètre de 2 m, d'une profondeur de 45 m, au nombre de 8 ou 9 par pile.

Un immeuble d'habitation était situé sous le viaduc, côté Argenteuil. Il a été finalement rasé à la fin des années 2000.
Avant le doublement du viaduc, le premier viaduc possédait une séparation centrale amovible permettant de faire varier le nombre de voies de chaque sens de 2 à 3 voies. Un engin spécial se chargeait de déplacer les éléments du séparateur central de manière à ajouter une voie pour le sens banlieue-Paris pour les heures de pointe du matin, puis pour le sens Paris-banlieue pour les heures de pointe du soir.
Dans l'après-midi du 15 mai 2018, un mur de soutènement de la culée nord du viaduc soutenant la chaussée s’est effondré ; de ce fait la circulation dans le sens province vers Paris est déviée par la sortie 2 de l'autoroute A15 vers Argenteuil par la route départementale 311. Dans la matinée du 19 mai 2018, la circulation sur le viaduc est à nouveau autorisée vers Paris mais seulement sur les deux voies de gauche. Le 21 novembre 2018, l'avancement des travaux de réparation du mur de soutènement conduit la direction des routes d'Île-de-France à annoncer l'ouverture d'une troisième voie en décembre 2018.
Le 19 mars 2019, la totalité des voies est rouverte à la circulation.